# El talismán (canción)
El talismán es el título de una canción de la cantautora española Rosana.

## Descripción
Se trata del primer sencillo lanzado al mercado el 4 de marzo de 1996, de su primer álbum de estudio, titulado Lunas rotas (1996).
Es uno de los mayores éxitos en su carrera y supuso la entrada más fuerte de un artista nuevo en España, alcanzando el millón de copias vendidas en el país en tan solo un año, más otro millón en Latinoamérica.
Inicialmente compuesta según palabras de su propia autora, para ser interpretada por Ana Belén, alcanzó tanto éxito que incluso fue utilizada por Quentin Tarantino para la banda sonora de su película Tú asesina, que nosotras limpiamos la sangre.
La canción ha servido además, como tema de cabecera de la telenovela estadounidense homónima (2012).
Alcanzó el número 1 de la lista de Los 40 principales la semana del 31 de agosto de 1996.

## Versiones
La canción fue versionada por Sole Giménez (2019). Rubén Blades la cantó a dúo con Rosana en el álbum 8 Lunas (2013). También ha sido interpretada por María Dolores Pradera en LP de duetos Gracias a vosotros (2013). Finalmente la autora la interpretó acompañada coralmente por todos los concursantes de la primera edición del talent show de TVE Operación Triunfo (2001).